# Atyria cruciata
Atyria cruciata är en fjärilsart som beskrevs av W. Warren 1906. Atyria cruciata ingår i släktet Atyria och familjen mätare. Inga underarter finns listade i Catalogue of Life.